# Zelopelta thrinacospora
Zelopelta thrinacospora är en svampart som beskrevs av B. Sutton & R.D. Gaur 1984. Zelopelta thrinacospora ingår i släktet Zelopelta, divisionen sporsäcksvampar och riket svampar.   Inga underarter finns listade i Catalogue of Life.